# Callibaetis californicus
Callibaetis californicus är en dagsländeart som beskrevs av Banks 1900. Callibaetis californicus ingår i släktet Callibaetis och familjen ådagsländor. Inga underarter finns listade i Catalogue of Life.